# Jiří Dadák
Jiří Dadák (né le 7 mars 1926 à Valašské Meziříčí et mort le 6 mars 2014) est un athlète tchèque, spécialiste du lancer du marteau. 

## Biographie
Il remporte la médaille de bronze du lancer du marteau lors des championnats d'Europe de 1950, à Bruxelles, devancé par le Norvégien Sverre Strandli et l'Italien Teseo Taddia.
Il se classe quatrième des Jeux olympiques de 1952.

### Palmarès
| Date | Compétition           | Lieu      | Résultat | Épreuve           | Performance |
| ---- | --------------------- | --------- | -------- | ----------------- | ----------- |
| 1950 | Championnats d'Europe | Bruxelles | 3e       | Lancer du marteau | 53,64 m     |
| 1952 | Jeux olympiques       | Helsinki  | 4e       | Lancer du marteau | 56,81 m     |

### Records
| Épreuve           | Performance | Lieu | Date |
| ----------------- | ----------- | ---- | ---- |
| Lancer du marteau | 58,54 m     |      | 1955 |